# Boma
Boma er en by i den vestlige del af Demokratiske Republik Congo med et indbyggertal (pr. 2005) på cirka 344.000. Byen, der fra 1886 til 1929 var hovedstad i det daværende Belgisk Congo, ligger ved bredden af Congofloden.